# Valentin Thilo (młodszy)
Valentin Thilo, niem. Valentin Thilo der Jüngere (ur. 19 kwietnia 1607 w Królewcu, zm. 27 lipca 1662 tamże) – teolog luterański, profesor retoryki i poeta religijny.
Jego ojcem był Valentin Thilo; oboje rodziców utracił podczas zarazy w 1620, gdy miał 13 lat. Wychowywali go pastor i profesor Georg Mylius i profesor Funk. W 1624 rozpoczął studia teologiczne na Uniwersytecie Albrechta w Królewcu, studiował też retorykę i historię. Jednym z jego nauczycieli był Samuel Fuchs. W latach 1632–1634 studiował w Lejdzie. W 1634 uzyskał w Królewcu stopień magistra i w tym samym roku został profesorem retoryki. Pięciokrotnie był dziekanem wydziału filozoficznego i dwukrotnie rektorem uniwersytetu w 1652 i 1658 roku. 
Należał do kręgu poetyckiego skupionego wokół Simona Dacha i, podobnie jak ojciec, pisał pieśni religijne. Jemu przypisywana jest popularna pieśń adwentowa Mit Ernst, o Menschenkinder (Z powagą przygotujcie), a także mniej znane Groß ist, Herr, deine Güte, sehr groß ist deine Treu (1639) i Herr, unser Gott, wenn ich betrachte (1639). Wśród jego utworów łacińskich znajdują się panegiryki ku czci polskich królów Władysława IV i Jana Kazimierza.